# EBICAB
EBICAB ist eine Produktfamilie signaltechnisch sicherer Fahrzeuggeräte von Zugbeeinflussungseinrichtungen, die von Bombardier hergestellt wurden.

## Entwicklung
Das System, welches aus dem schwedischen SLR-System von Ericsson hervorging, arbeitet streckenseitig mit Balisen und Signalcodiergeräten oder serieller Kommunikation mit elektronischen Stellwerken. Fahrzeugseitig werden Rechner eingesetzt. Die Datenübertragung erfolgt zwischen passiven, streckenseitigen Balisen (zwei bis fünf Stück pro Signal) und einer unter dem Fahrzeug montierten Antenne, die bei der Überfahrt gleichzeitig die Balisen mit Energie versorgt.
Dank identischer Software in Schweden und Norwegen können grenzüberschreitende Züge ohne Wechsel der Triebfahrzeuge weiterfahren, obwohl in beiden Ländern unterschiedliche Vorschriften und Regelwerke für die Signalisierung gelten. Zudem werden EBICAB-Geräte u. a. in Deutschland, Portugal, Finnland und Bulgarien genutzt, jedoch mit teilweise unterschiedlicher Software:
- EBICAB 500/600: Deutschland
- EBICAB 700 (Datenübertragung an die Züge von 4,5 MHz mit 50 kbit/s bei insgesamt 32 bit mit jeweils 12 Nutzbits): Schweden, Norwegen (siehe ATC), Portugal (als Convel), Bulgarien
- EBICAB 900 (Datenübertragung an die Züge von 4,5 MHz mit 50 kbit/s bei insgesamt 255 bit mit jeweils 180 Nutzbits): Spanien, Finnland (siehe JKV)
- EBICAB 2000: Niederlande
- das in Frankreich eingesetzte KVB-System ist technisch dem EBICAB ähnlich.

EBICAB 2000 ist die neueste Version aus der EBICAB-Familie. Dieses ist ein ETCS-Fahrzeuggerät (Onboard Unit), das beispielsweise in den Lokomotiven TRAXX-F140 MS(2E) von Bombardier eingesetzt wird.
In der ursprünglichen Variante von 1997 und auch bei späteren EBICAB-Versionen waren die EBICAB reine Fahrzeuggeräte für die LZB und PZB.
Bezogen auf ETCS sind EBICAB-Systeme Klasse-B-Systeme (Class-B-System), welche national z. B. in Deutschland mit EBICAB 500/600 weiterhin neben dem europäischen ETCS eingesetzt werden dürfen. EBICAB 500 ist mit dem Betriebsprogramm PZB 90 ausgestattet.

## Convel (Portugal)
Die von Bombardier entwickelte portugiesische Zugbeeinflussung Convel wurde seit Ende der 2010er Jahre nicht mehr gepflegt. Dadurch wurde es schwierig, neue Triebfahrzeuge mit entsprechenden Fahrzeuggeräten auszurüsten. Ab 2023 entwickeln Stadler Rail, Medway, Alpha Trains, Critical Software und Thales Group gemeinsam Anpassungen in Form eines Módulo de Transmissão Específico. Dieses kann mit allen ETCS-Fahrzeugeinrichtungen verbunden werden. Dadurch wird eine weitere Eintrittsbarriere für neue Anbieter und Betreiber auf dem portugiesischen Eisenbahnmarkt beseitigt.